# Daniel J. Conley
Daniel Joseph Conley (* 6. Mai 1954 in Galveston County, Texas) ist ein US-amerikanischer Geologe. Er ist Professor an der Universität Lund.

## Leben
Conley absolvierte 1979 ein Bachelorstudium der Chemie an der Tulane University, 1983 ein Masterstudium der Umweltwissenschaften an der University of Wisconsin–Green Bay und 1987 ein Promotionsstudium der chemischen Ozeanografie an der University of Michigan, Ann Arbor.

## Wirken
Bekanntheit erlangte er mit seinen Arbeiten zur Eutrophierung, Hypoxie und dem Sauerstoffentzug (engl. deoxygenation) in den Meeren, insbesondere zu „Todeszonen“ in der Ostsee. Gemeinsam mit Kollegen, darunter Jacob Carstensen, konnte er durch Messung von Wassersäulen die durch Überdüngung entstandene sauerstoffarmen Zonen in der Ostsee untersuchen und dabei dramatische Entwicklungen aufzeigen, die durch das Wechselspiel von Erderwärmung und Nährstoffeinträge entstehen. Er geht dabei davon aus, dass die einzig realistische Option zur Gesundung der Ostsee die deutliche Verringerung der Nährstoffeinträge ist.
Für 2024 wurde Conley die Vladimir Ivanovich Vernadsky Medal zugesprochen.

## Schriften
- J. Carstensen, J. H. Andersen, B. G. Gustafsson, D. J. Conley: Deoxygenation of the Baltic Sea during the last century. In: Proceedings of the National Academy of Sciences of the United States of America. Band 111, 2014, S. 5628, doi:10.1073/pnas.1323156111.
- Daniel J. Conley, Svante Björck u. a.: Hypoxia-Related Processes in the Baltic Sea. In: Environmental Science & Technology. Band 43, 2009, S. 3412, doi:10.1021/es802762a.
- D. J. Conley, H. W. Paerl, R. W. Howarth, D. F. Boesch, S. P. Seitzinger, K. E. Havens, C. Lancelot, G. E. Likens: ECOLOGY: Controlling Eutrophication: Nitrogen and Phosphorus. In: Science. Band 323, 2009, S. 1014, doi:10.1126/science.1167755.